# انتصار صغيرون
انتصار صغيرون الزين صغيرون، وزيرة التعليم العالي والبحث العلمي منذ 5 سبتمبر (أيلول) 2019م جمهورية السودان، وعالمة آثار، عميد «كلية الآداب» سابقاً. وعميدة عمادة البحث العلمي قبل أن تنتقل للوزارة صاحبة أول رسالة دكتوراه في الآثار، وعرفت ببحوثها عن حضارة كرمة ومملكة مروي، بجانب معرفتها بالآثار الإسلامية بالبلاد، أسهمت في رصد أكثر من (33) موقع أثري اُعتبر فتحاً اقتصادياً في مجال الآثار.

## الميلاد والنشأة
ولدت انتصار صغيرون الزين في 13 مارس 1958م في مدينة "أربجي" التي تقع على ضفاف النيل الأزرق، من عائلة دبلوماسية، فجدّها لأمها الدكتور عبد الرحمن علي طه والد بروفسير فدوي مديرة جامعة الخرطوم السابقة وهو أول وزير معارف سوداني وأول وزير للتربية والتعليم، ووالدها المهندس صغيرون الزين صغيرون كان وزيراً للري في عهد الرئيس السابق محمد جعفر نميري، مهتمة جداً بالآثار وقضاياها وحسب ذكرها " فإن علم الآثار لا يقل أهمية عن بقية قضايا المجتمع فالآثار تُشكّل هوية الشعوب، ونشر الوعي المجتمعي بأهمّيتها يساهم كثيراً في الحد من الظواهر السلبية والسرقات التي تحدث لآثار البلدان.

## مؤهلات علمية
- حاصلة على زمالة من «كلية سانت جونز» في المملكة المتحدة.
- دكتوراه في الآثار من «جامعة الخرطوم».
- ماجستير في العمارة والفن الإسلامي من «الجامعة الأمريكية بالقاهرة».
- ممتحن خارجي في «جامعة دار السلام» بتنزانيا.
- باحث زائر في «برغن» في النرويج 2008م
- ممتحن خارجي بجامعة «نيوشاتيل» في سويسرا 2019م

## محطات في حياتها
- عملت أستاذاً في قسم علم الآثار بجامعة الخرطوم.
- المدير الميداني المساعد لقسم الآثار، ومدير مشروع مدينة «الخندق».
- ترأست قسم علم الآثار بجامعة الخرطوم (1995-1997، 2003 -2007).
- شغلت منصب عميد كلية الآداب (2010 - 2014)، ورئيس دائرة البحوث العلمية.
- عميد عمادة البحث العلمي بجامعة الخرطوم 2019

- عضو في اللجنة التنفيذية لجمعية الدراسات النووية بين عامي (2011 - 2018).

## أبرز الأعمال
لها أكثر من (25) مقالاً منشوراً وفصولاً في كتب كما تُعتبر من القلائل الذين نشرت لهم موسوعات جامعة أوكسفورد ولها فصل قادم في oxford hand book of ancient nubi، كما أشرفت على (30) بحث ماجستير، ونُشرت لها العديد من المقالات في المجلات والكتب، وكتبت فصول العديد من الكتب، وأيضاً لها كتابين في الآثار وكتابين مدرسيين للتعليم عن بعد، تم تعيينها مؤخراً وزيراً للتعليم العالي والبحث العلمي في الحكومة الانتقالية. وساهمت في تحويل البحث العلمي من إدارة إلى عمادة بجامعة الخرطوم.
سجّلت مواقع أثرية معظم أنحاء السودان والذي شمل المواقع النيلية من الخرطوم حتى حلفا على الضفتين، متضمّنة الجزر ومواقع شرق السودان والصحراء الشرقية ومواقع شمال كردفان وشمال دارفور، ومواقع على النيل الأزرق حتى فازوغلي، تمتلك ثروة هائلة من الصور التوثيقية لهذه المواقع.